# Mick
Mick ist ein männlicher Vorname und Familienname.

## Herkunft und Bedeutung
Der Name ist eine Form von Michael und im englischen Sprachraum zu finden.

## Namensträger

### Vorname
- Mick Box (* 1947), britischer Rockgitarrist (Uriah Heep)
- Mick Channon (* 1948), englischer Fußballspieler
- Mick Doohan (* 1965), australischer Motorradrennfahrer
- Mick Fanning (* 1981), australischer Profisurfer
- Mick Fleetwood (* 1947), britischer Rockmusiker (Fleetwood Mac)
- Mick Foley (* 1965), US-amerikanischer Wrestler und Buchautor
- Mick Franke (1955–2001), deutscher Musiker
- Mick Grabham (* 1948), britischer Rock- und Blues-Gitarrist
- Mick Hill (* 1964), britischer Speerwerfer
- Mick Hill, englischer Poolbillardspieler
- Mick Hucknall (* 1960), britischer Musiker (Simply Red)
- Mick Jagger (* 1943), britischer Musiker, Sänger und Songwriter
- Mick Jones (* 1944), britischer Gitarrist, Songschreiber und Musikproduzent (Foreigner)
- Mick Jones (* 1955), britischer Rockmusiker (The Clash)
- Mick Karn (1958–2011), britischer Musiker
- Mick Lally (1945–2010), irischer Schauspieler
- Mick Locher (* 1956), deutscher Fernsehmoderator
- Mick Mars (* 1951), US-amerikanischer Gitarrist (Mötley Crüe)
- Mick McGowan (* 1973), irischer Dartspieler
- Mick Mills (* 1949), englischer Fußballspieler
- Mick Ralphs (1944–2025), britischer Gitarrist, Sänger und Songschreiber
- Mick Ronson (1946–1993), britischer Gitarrist, Komponist, Multi-Instrumentalist, Arrangeur und Produzent
- Mick Schumacher (* 1999), deutscher Automobilrennfahrer
- Mick Talbot (* 1958), britischer Musiker und Keyboarder
- Mick Taylor (* 1949), britischer Rockmusiker (The Rolling Stones)
- Mick Weaver (* 1944), britischer Rockmusiker
- Mick Werup (1958–2011), deutscher Schauspieler

#### Variante „Mickey“
- Mickey Bass (1943–2022), US-amerikanischer Jazzmusiker
- Mickey Bohnacker (1928–2017), deutscher Fotojournalist
- Mickey Champion (1925–2014), US-amerikanische R&B-Sängerin
- Mickey Cohen (1913–1976), US-amerikanischer Boxer und Mobster
- Mickey Gravine US-amerikanischer Jazz- und Studiomusiker
- Mickey Hawks (1940–1989), US-amerikanischer Rock’n’Roll-Musiker
- Mickey Jones (1941–2018), US-amerikanischer Musiker und Schauspieler
- Mickey Jupp (* 1944), britischer Musiker
- Mickey Kuhn (1932–2022), US-amerikanischer Schauspieler
- Mickey Mantle (1931–1995), US-amerikanischer Baseballspieler
- Mickey Nicolas (1926–2018), französischer Musiker, Arrangeur und Komponist
- Mickey Petersen (* 1989), dänischer Pokerspieler
- Mickey Rooney (1920–2014), US-amerikanischer Schauspieler
- Mickey Rourke (* 1952), US-amerikanischer Schauspieler
- Mickey Spillane (1918–2006), US-amerikanischer Schriftsteller

#### Variante „Mickie“
- Mickie James (* 1979), US-amerikanische Wrestlerin
- Mickie Krause (* 1970), deutscher Sänger und Entertainer
- Mickie Most (1938–2003), britischer Produzent und Musikverleger

#### Variante „Micky“
- Micky Moody (* 1950), britischer Rockgitarrist (Whitesnake)

### Familienname
- Christoph Mick (* 1988), italienischer Snowboarder
- Elisabeth Mick (* 1947), deutsche Autorin und Museumspädagogin
- Ernst Wolfgang Mick (1926–2004), deutscher Kunsthistoriker
- Günter Mick (* 1941), deutscher Sachbuchautor und Journalist
- Hans-Christian Mick (* 1981), deutscher Politiker (FDP)
- Josef Mick (1914–1978), deutscher Politiker (CDU)
- Jürgen Mick (* 1963), österreichischer Comiczeichner und Illustrator
- Ľubomír Mick (* 1978), slowakischer Rennrodler

### Sonstiges
- Mick Peak, Berg im Viktorialand, Antarktika